# Сан-Кристобаль (Венесуела)
Сан-Кристобаль (ісп. San Cristobal) — місто на заході Венесуели, столиця та найбільше місто штату Тачира.
Населення — 307 000 жителів (2001).

## Географія
Місто розташовано на східних схилах південної частини хребта Кордильєра-де-Мерида, що входить до складу гірської системи Анд.

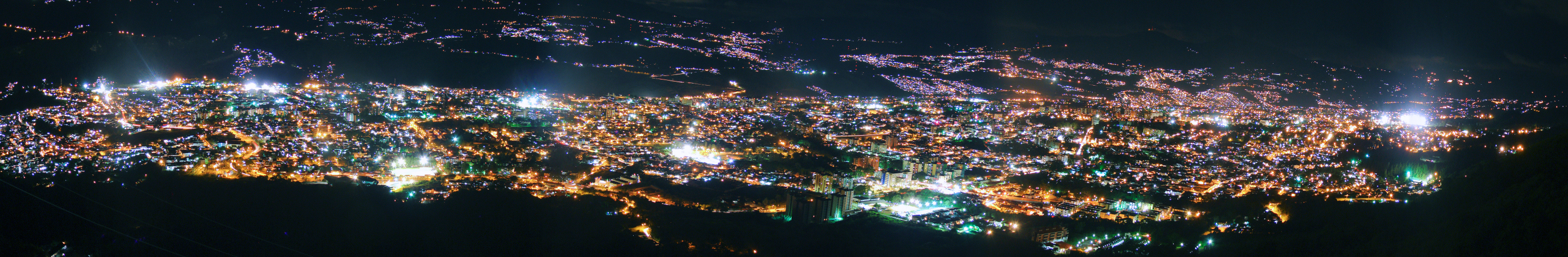

### Клімат
Місто знаходиться у зоні, котра характеризується кліматом тропічних саван. Найтепліший місяць — березень із середньою температурою 21.7 °C (71.1 °F). Найхолодніший місяць — січень, із середньою температурою 20.4 °С (68.7 °F).
| Клімат Сан-Крістобаля   | Клімат Сан-Крістобаля | Клімат Сан-Крістобаля | Клімат Сан-Крістобаля | Клімат Сан-Крістобаля | Клімат Сан-Крістобаля | Клімат Сан-Крістобаля | Клімат Сан-Крістобаля | Клімат Сан-Крістобаля | Клімат Сан-Крістобаля | Клімат Сан-Крістобаля | Клімат Сан-Крістобаля | Клімат Сан-Крістобаля | Клімат Сан-Крістобаля |
| Показник                | Січ.                  | Лют.                  | Бер.                  | Квіт.                 | Трав.                 | Черв.                 | Лип.                  | Серп.                 | Вер.                  | Жовт.                 | Лист.                 | Груд.                 | Рік                   |
| Середній максимум, °C   | 25,3                  | 25,9                  | 26,6                  | 26,1                  | 26,2                  | 25,4                  | 25,2                  | 25,6                  | 25,9                  | 26,1                  | 25,8                  | 25,3                  | 25,8                  |
| Середня температура, °C | 20,4                  | 20,8                  | 21,7                  | 21,6                  | 21,5                  | 21                    | 20,8                  | 21,1                  | 21,3                  | 21,4                  | 21,3                  | 20,6                  | 21,1                  |
| Середній мінімум, °C    | 14,2                  | 14,6                  | 15,8                  | 16,2                  | 16,2                  | 15,7                  | 15,2                  | 15,2                  | 15,4                  | 15,6                  | 15,4                  | 14,7                  | 15,4                  |
| Норма опадів, мм        | 35.6                  | 24.7                  | 39.2                  | 99.2                  | 144.7                 | 165.7                 | 176.3                 | 130.3                 | 133.5                 | 134.9                 | 108.2                 | 59.8                  | 1252.1                |
| Днів з опадами          | 7,7                   | 8,1                   | 8,5                   | 13,3                  | 14,4                  | 16,5                  | 15,5                  | 15,6                  | 13,5                  | 15,1                  | 14                    | 10,7                  | 152,9                 |
| Вологість повітря, %    | 80.6                  | 79.6                  | 78                    | 81.4                  | 79.6                  | 79.9                  | 78.2                  | 78.1                  | 78                    | 80                    | 82.7                  | 82                    | 79.8                  |
| ----------------------- | --------------------- | --------------------- | --------------------- | --------------------- | --------------------- | --------------------- | --------------------- | --------------------- | --------------------- | --------------------- | --------------------- | --------------------- | --------------------- |
| Джерело: Weatherbase    |                       |                       |                       |                       |                       |                       |                       |                       |                       |                       |                       |                       |                       |